# Bódvaszilas
Bódvaszilas is een plaats (község) en gemeente in het Hongaarse comitaat Borsod-Abaúj-Zemplén. Bódvaszilas telt 1234 inwoners (2001).